# 细巧柱星螅
细巧柱星螅（学名：Stylaster gracilis）也称美麗柱星珊瑚，一种分布于印度─西太平洋热带至温带海域的水螅珊瑚，隶属于柱星螅科柱星螅属。
其种加名“gracilis”意为“纤细的”。

## 形态特征
细巧柱星螅的群体钙质骨骼呈鲜艳的粉红或白色，高度一般不超过5厘米，分枝呈扇形口环分布于扁平分枝的侧面，由10到15个小的管状孔围绕大的营养孔形成。